# 隅田川花火大会

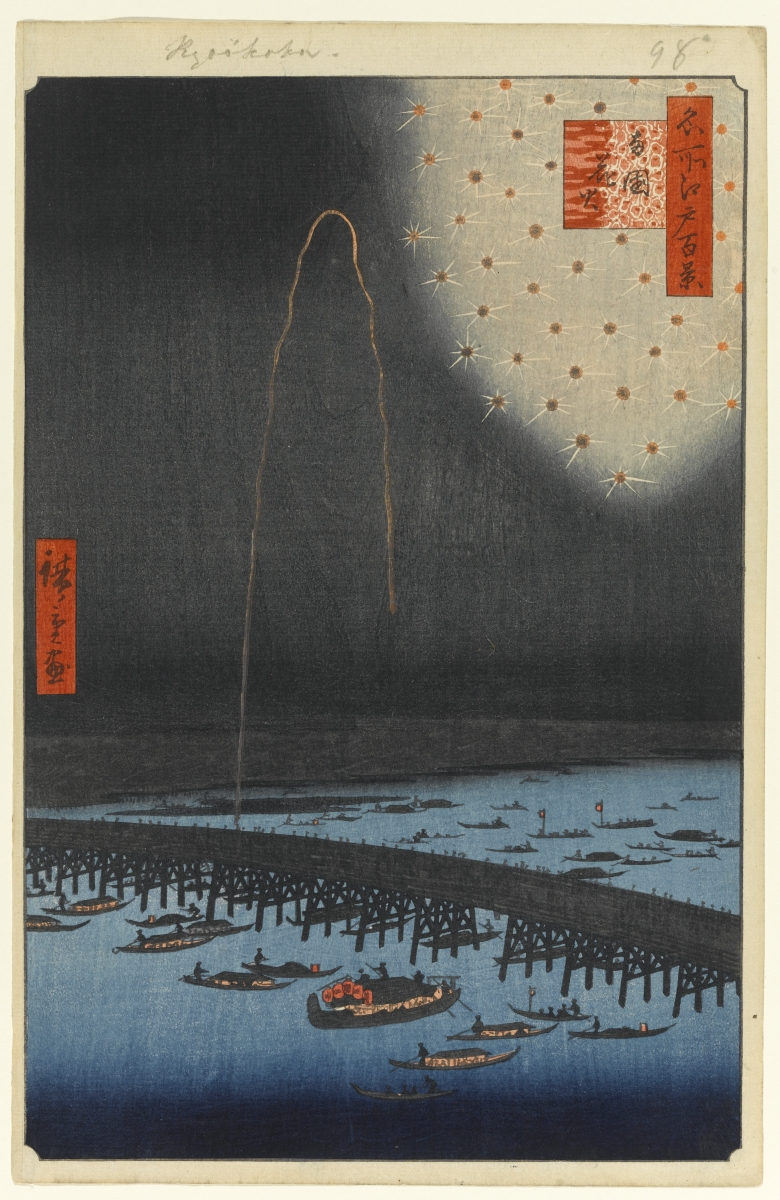
広重「名所江戸百景」に描かれた両国花火

隅田川花火大会（すみだがわはなびたいかい）は、東京都の隅田川沿い（台東区浅草（右岸）・墨田区向島（左岸）周辺）の河川敷において毎年7月最終土曜日に行われる花火大会。毎年8月に開催される江戸川区花火大会とともに東京二大花火大会の一つに数えられる。

## 由来
隅田川花火大会は、江戸時代、隅田川での船遊びが許された納涼花火解禁期間の開始日に、花火師の鍵屋・玉屋が、自身の花火を宣伝する目的で大々的に花火を打ち上げたことに由来する。

### 創られた「伝承」
この大会の起源として、これまで広く流布していた言説に次のようなものがある。
この半ば定説化していた「伝承」は、明治中期から昭和初期（1890年代〜1930年代）にかけて徐々に創られていったものであり、歴史的事実とはかけ離れている。例えば、コレラの日本国内での流行は、1822年（文政5年）に西日本一帯で起きたのが最初であり、1732年（享保17年）に流行したというのは事実に反する。
下に引用した清水晴風の文章は、この「伝承」が形成される途上の1907年（明治40年）に書かれたものである。江戸時代の文献には一切登場しない「享保18年」や「死者供養の花火打ち上げ」などといった情報が記載されている一方、大正時代に突如登場する「水神祭」というワードは、まだ見られない。

#### 萌芽（明治20年代）
時間をかけて少しずつ形作られた、この「伝承」の萌芽は、明治20年代に現れる。1891年（明治24年）の新聞記事では、多数の仕掛け花火の打ち上げが始まったのは「凡百六七十余年前」とあり、これに基づけば、1731年（享保16年）頃以前に始まったことになる。「伝承」にあるような、1733年（享保18年）という具体的な年は、この記事にはなく、また、死者供養と災厄除去を祈願する話も一切なく、隅田川で販売する花火の売り出し広告として川開き花火を始めたと書かれている。
翌年以降も似たような記事が新聞に掲載されるが、始期についての記述はまちまちで、1892年（明治25年）の記事では「凡そ二百年前」、1893年（明治26年）の記事では「百数十年前」、1896年（明治29年）の記事では「明暦〔1655〜58年〕以前」と一定していなかった。このように明治20年代の段階では、始期について、享保年間を含む約100年の「誤差」があり、「享保18年」というピンポイントの「設定」はまだ誕生していなかったのである。

#### 「享保18年」の特定（明治30年代）
「享保18年」という具体的な年が現れるのは、明治30年代になってからである。その嚆矢が1903年（明治36年）の新聞記事であり、そこには「享保十八年五月旧幕府の免許を得て始めて挙行せし」と記されている。しかし、この記事には、「享保18年」に始まったことを裏付ける根拠は一切示されていない。それにもかかわらず、これ以降、「享保18年」という数字がその真偽を検証されることなく、独り歩きしていく。
ただし、すぐに享保18年説が確固たる地位を得たわけではない。1932年（昭和7年）の新聞記事では、「天和二年〔1682年〕川開が始まつてから二百五十年」とあり、主催者がそれを記念して川開きを大々的に催すことにしたと書かれている。主催者が天和2年説を喧伝していることから、1932年（昭和7年）の段階では、まだ享保18年説は十分に定着していなかったことが分かる。

#### 「飢饉」への言及（明治40年代）
明治40年代には、上で引用した清水晴風『東京名物百人一首』などのように、「飢饉」との関連性を指摘する記述が登場する。
しかし、「飢饉→死者→慰霊→花火」というストーリーはまだ一般化していなかった。例えば、1911年（明治44年）に出版された若月紫蘭『東京年中行事 下巻』には次のように書かれている。
若月は、飢饉について述べてはいるが、それが川開き（花火打ち上げ）のきっかけになったという書き方はしていない。それどころか、川開きは「奢侈の風」の象徴のように描かれており、慰霊や悪病退散とは正反対のイメージである。
また、若月は、対象地域や死者数等を具体的に示して享保の大飢饉を説明している。これらの内容は『徳川実紀』と完全に一致しており、そこから引用したものと考えられる。若月の文章において、「飢饉」は当時の世相を説明する一要因に過ぎず、「飢饉」と「川開き」との間に直接の結びつきは示されていない。しかし、この『徳川実紀』から引かれた詳細な飢饉状況の描写が、のちに「慰霊目的」説に取り込まれ、結果として「伝承」の強化・完成に寄与することとなった。

#### 「水神祭」の登場（大正時代）
1923年（大正12年）、その年の川開きを報じる新聞記事において、「水神祭」という語が初めて登場する。
この記事では、飢饉による死者の慰霊のために云々という「慰霊目的」説は登場せず、花火は水神祭の「余興」という位置づけになっている。大正時代になっても、まだ「伝承」は完成していなかったのである。

#### 「伝承」の確定（昭和初期）
あやふやだった花火大会の起源に関する「伝承」が確定し、流布していく画期が、1934年（昭和9年）に訪れる。この年に刊行された公式プログラム『両国川開大花火番組』に「川開きと花火の沿革」という論考が掲載されたのである。
三宅は、先に引用した若月紫蘭の『東京年中行事』の記述を下敷きにしつつ、
- コレラの流行
- 慰霊と悪疫退散という目的
- 時の政府（江戸幕府）による実施
- 水神祭と川施餓鬼

という4点を付け加えた。これまでばらばらだった断片がまとめあげられ、ここに「伝承」が完成したのである。
三宅は、日本料理に関する著書を何冊も出し、俳句も嗜む文化人であった。そのような人物が、主催者の公式プログラムに、享保の大飢饉の説得的な根拠を示して花火大会の起源を論じたため、これが「定説」として定着していく。木村荘八（画家、風俗史家）、朝倉治彦（江戸研究者）、『墨田区史』などがこれに追随し、流布されていったのである。
この言説は、「民を慈愛する名君、徳川吉宗」というイメージと、「死者の魂を鎮め、災厄を川に流す」という民俗的な死生観などが合わさって、「民俗学的によく出来た」話になっていたことから、受容が進んだと考えられる。
以上のように、隅田川花火大会の起源については、1891年（明治24年）から1934年（昭和9年）までの40年ほどの間に、花火業者の広告目的から慰霊と悪病退散のためへと趣旨がすり替わり、かつ、明暦以前開始説や天和2年開始説もあった中で、享保18年開始説が根拠もなく採用され、広まっていった。こうして、「伝承」という名の作り話が定着したのである。

#### 「伝承」の見直し（平成末期～令和）
このような「伝承」成立の経緯が、福澤徹三の研究によって2018（平成30）年に明らかになり、「伝承」を見直す動きが出てきている。例えば、公益社団法人日本煙火協会では、毎年発行している小冊子「花火入門」に掲載していた「伝承」の記述を令和元年版で削除した。

## 歴史
両国橋の大惨事
1897年（明治30年）8月10日、隅田川の川開き大花火を観ようと両国橋上は見物客で溢れていた。20時20分頃、花火の粉が橋上に落ちて来たのを避けようと見物客が一斉に橋の南側にどっと寄った。
橋の木製の欄干約14mが崩れ落ち、見物客数百人が隅田川や船の上に墜落した。警備の警官が大混乱の群衆を静めたが、死者23人、行方不明者13人、重傷者97人の多くの犠牲者が出た。その後、明治37年（1904年）11月に鋼鉄製の欄干が完成するまで、橋上で立止りの花火見物は禁止された。
第一回全国花火コンクール
第二次世界大戦で中断されていた花火が1937年（昭和12年）以来、11年ぶりに隅田川で復活した。大花火を打上れば進駐軍将兵と都民の慰安になり、日本の花火を世界に紹介でき、花火貿易にも繋がる。1948年（昭和23年）6月、安井都知事、新田建設、日本火工品工業会、土浦火工などと相談、隅田川の両国橋下流、新大橋との間で、同年9月18日に第一回全国花火コンクール大会を開催することを決定した。主催は東京都観光協会、後援は東京都、読売新聞、協賛は全国花火コンクール協賛会、企画は日本火工品工業会、財源は日本橋の川岸に桟敷を設置して入場料で賄った。皇太子とダグラス・マッカーサーの子息が見物した。花火業者は35社が参加、審査員は東京大学の山本祐徳、芸術家・朝倉文夫、通産省・浜野元継、国警科学捜査研究所・岩井三郎、芸術家・川合玉堂、伊東深水、東大火薬学教室・平田理久三である。
川開き花火の最後
1959年（昭和34年）、全国花火コンクールと川開き花火で5寸玉が使用禁止、4寸玉以下になった。両国橋地区の経済発展による環境変化は著しいものだった。花火大会のために周辺の交通規制が社会問題化、交通量の増大、建物の密集化、隅田川の汚染など実施のための環境悪化である。あまりにも影響が大きいと、全国花火コンクールは第12回を最後に、川開き花火も1961年（昭和36年）が最後となった。
隅田川花火大会
1974年（昭和49年）春に浅草観光協会が中心となり、両国花火準備委員会設立の動きが出て、美濃部都知事も復活に乗り気だった。環境問題でも、工場公害規制も徹底しており、隅田川の水質浄化も進み、以前の両国橋地区でなければ花火の打上は可能な状態ではと進められた。同年5月に戸塚與三郎実行委員長が中心となり、同年8月10日（当日雨天順延）で、総武線の上下流の2カ所で実施する方針が決まった。警視庁、消防庁、都庁、地元役員などで隅田川両岸の現地調査を行ったが実現には至らなかった。その後の1978年（昭和53年）、打上会場を隅田川の上流に移し、第一会場を白髭橋下、言問橋上流に、第二会場を駒形橋下流、厩橋上流として、同年7月29日の実施に決定した。
中断・復活・その他
- 両国川開きの花火は、明治維新や第二次世界大戦などにより数度中断した。
- 1961年（昭和36年）から1977年（昭和52年）まで、交通事情の悪化や、隅田川の水質汚濁による臭害等により中断するが、1978年（昭和53年）に現在の「隅田川花火大会」に名称を変えて復活し、以後毎年続けられている。毎年100万人近い人出が見込まれるこの大会は、桜橋下流から言問橋上流までの第一会場と、駒形橋下流から厩橋上流の第二会場合計で2万発以上の花火が打ち上がり、同時に、花火コンクールが行われる。
- 3年に一度7月に参議院議員選挙が行われるため、その年の開催日（土曜日）の翌日が選挙投票日にあたる場合、開催日が雨天や強風の場合の順延はなし（事実上中止）となる。東京都知事選挙が実施された2016年（平成28年）も同様である[28]。これは投票所が花火大会会場内にあるため、安全上の理由によるものである。
- 2000年（平成12年）は、九州・沖縄サミットが開催された影響により、8月開催に延期された。なお、浅草サンバカーニバルは同年9月9日に開催された。
- 2011年（平成23年）は東日本大震災の影響で都内の花火大会が次々と中止を決める中、東京都副知事猪瀬直樹が8月27日に日程を変更して開催することを表明した[29]。この開催延期の影響に伴い、浅草サンバカーニバルの開催が中止となる事態が発生した[30]。

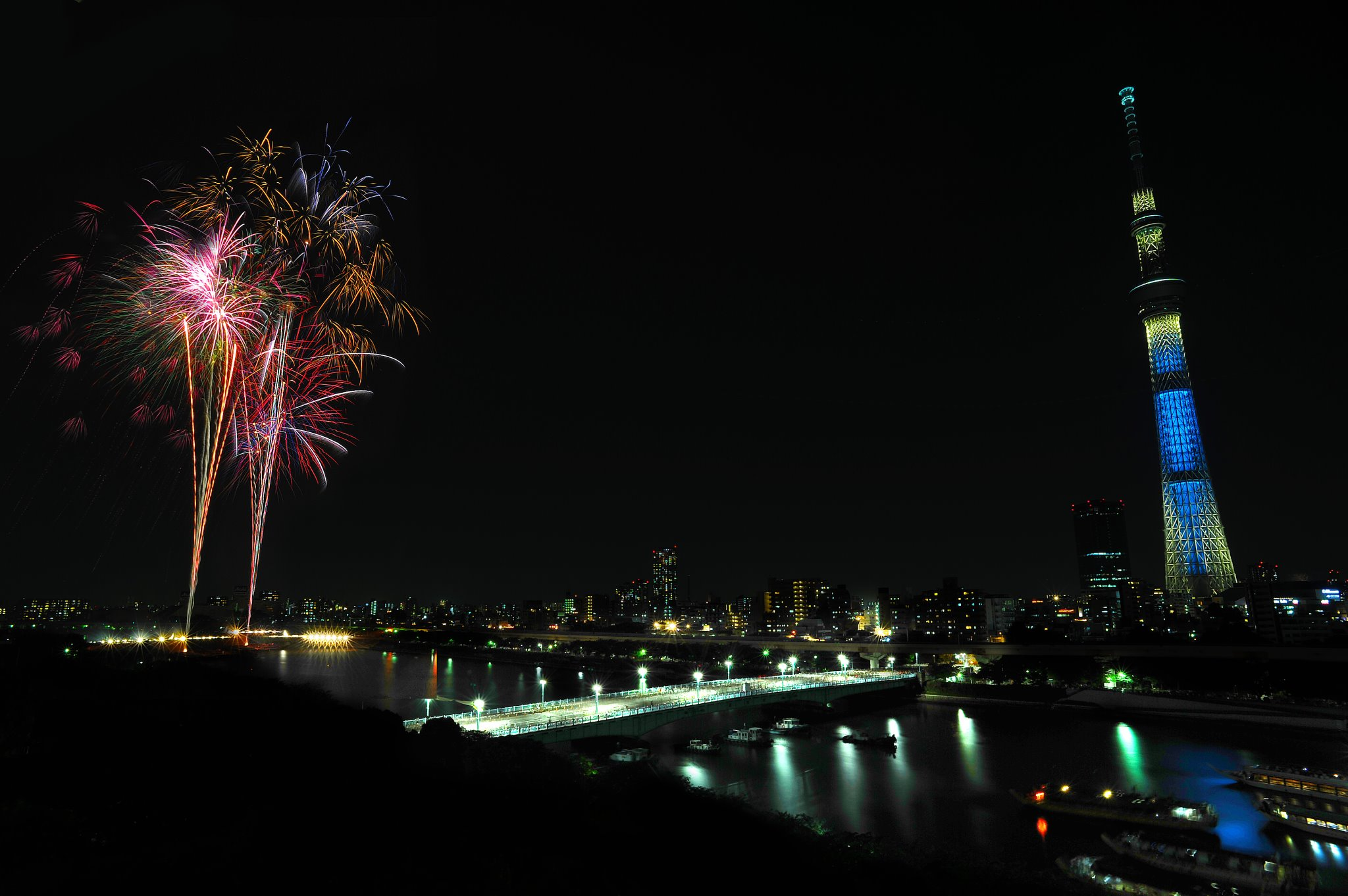
東京スカイツリー開業後初となった2012年の隅田川花火大会の様子。

- 2013年（平成25年）は、雨天および強風により大雨・洪水警報と雷注意報が発表され、開始30分足らずの19時40分に大会中止が発表され、途中打ち切りとなりコンクールも競技不成立となったが順延は行われなかった。1997年（平成9年）に雨天による延期という例があったが、完全に中止となったのは2013年（平成25年）が初めてである。なお、翌年の2014年（平成26年）は、雨は降らず予定通り開催され無事に終了した。
- 2018年（平成30年）は、当初7月28日に予定されていたが台風12号の接近に伴い、7月29日に延期[31][32]して開催された。なお、同日は2020年東京オリンピック・パラリンピックを見据えて、本大会の警備に人工知能（AI）が初めて導入された[33][34]。
- 2020年（令和2年）は東京オリンピックの当初日程（7月24日 - 8月9日）と重なることから調整が行われ、例年より2週間前倒しした7月11日に開催予定であったが[35]、新型コロナウイルス感染症（COVID-19）の流行拡大の影響を受け、同年4月10日に中止が決定した[36][37]。
- 2021年（令和3年）も延期後の東京オリンピックの日程（7月23日 - 8月8日）を避け、例年より3か月遅れの10月23日に開催予定であったが、同年6月18日、前年同様中止が決定した[38]。
- 2022年（令和4年）もCOVID-19の流行収束が見通せないことから同年4月8日に中止が発表され、3年続けての開催中止となった[39]。
- 2023年（令和5年）、4年ぶりに開催された。過去最多の約1,035,000人の観客が訪れた。前年10月に韓国・ソウルで発生した雑踏事故の影響で立ち止まっての観覧はできないため、順路に沿って膨大な人数の観客が巡回した[40][41][42][43][44][45]。

地域への影響
本大会の花火の眺望を期待して周辺のマンションを購入する動きも見られる。2006年（平成18年）には、マンション分譲業者が花火の眺望を売りにして販売したにもかかわらず、数年と経たない内に隣接地に別のマンションを建設して花火が見られなくなったとして、住人が業者を提訴した事例もある。東京地裁は、花火の眺望を「いかなる場合にも法的に保護すべき利益とまではいえない」としながらも、「信義則上の配慮義務がある売り主の会社自身が眺望を妨げた特殊な事案」であるとして、業者側に慰謝料の支払いを命じる判決を出している。

## 開催記録
- 天保13年5月24日（1842年7月2日） - 幕府が仕掛花火、筒物を禁止[47]。
- 天保14年4月17日（1843年5月16日） - 玉屋が将軍御成の前夜に失火し所払、誓願寺前に移る[47]。
- 安政2年10月2日（1855年11月11日） - 大地震による火災で柳橋花街が全滅[47]。
- 安政3年（1856年） - 川開き花火開催[47]。
- 文久3年5月28日（1863年7月13日） - 両国橋辺の夜店始まる、花火無し[47]。
- 慶応4年6月8日（1868年7月27日） - 両国川開き開催、大盛況の大会[47]。
- 明治4年（1871年）
  - 5月28日（7月15日） - 降雨により延期[47]。
  - 7月1日（8月16日） - 延期して実施、景況悪い[47]。
- 明治5年（1872年）
  - 5月28日（7月3日） - 両国川開き開催、天馬船70隻、日除船250隻[47]。
  - 6月16日（7月21日） - 両国橋の人力車の通行を許可[47]。
  - 7月26日（8月29日） - 第2回両国花火を開催[47]。
- 明治6年（1873年）
  - 月日不詳 - 両国川開きに横浜在住客に臨時列車3本運転[47]。
  - 6月28日 - この年より川開きを1ヶ月遅らせる[47]。
  - 9月5日 - イタリア皇族が川蒸気で両国中村楼に上陸、煙火見物[47]。
- 明治7年（1874年）
  - 7月5日 - 花火開催、天候良く料亭が満員客止[47]。
  - 10代目鍵屋弥兵衛、丸く開く花火完成[47]。
- 明治11年（1878年）8月17日 - 柳橋花街の水神祭、芸妓が船で歌舞する[47]。
- 明治20年（1887年）6月28日 - 川開き開催、打上100発、仕掛20本[47]。
- 明治23年（1890年）7月16日 - 両国川開き開催、打上100発、仕掛10本、仕掛「武蔵の月」[47]。
- 明治25年（1892年） - 大花火開催、両国橋上流・下流に仕掛「川開き万歳」[47]。
- 明治28年（1895年）8月9日 - 両国花火開催、打上130本、仕掛20本[47]。
- 明治30年（1897年）8月11日 - 両国川開き開催、仕掛「八方矢車」両国橋欄干落下で中止[47]。
- 明治31年（1898年）8月6日 - 両国大花火開催、両国橋上の初の交通整理[47]。
- 明治36年（1903年）5月〜7月 - 鍵屋11代弥兵衛マニラからスターマイン持帰る[47]。
- 明治37年（1904年）月日不詳 - 川開き開催、初の足場組立仕掛「日露戦争図」幅5間高4間[47]。
- 明治40年（1907年）8月3日 - 大花火開催、仕掛「加藤清正大虎退治」[47]。
- 明治41年（1908年）8月1日 - 川開き花火開催、不況で人出10万人、屋形12円[47]。
- 明治45年（1912年）7月19日 - 明治天皇御不例により川開き花火中止[47]。
- 大正4年（1915年）7月24日 - 両国川開き開催、御大典奉祝で賑わう。伝馬船3円[47]。
- 大正7年（1918年）7月20日 - 川開き花火開催。浜町・本所に桟敷禁止、仕掛「欧州大海戦」[47]。
- 大正12年（1923年）9月 - 大震災で柳橋花街全滅[47]。
- 大正13年（1924年）7月19日 - 大花火開催、仕掛「日光華厳の滝」[47]。
- 大正14年（1925年）7月25日 - 川開き花火開催、仕掛「奉祝 銀婚式大祝賀会」[47]。
- 大正15年（1926年）7月24日 - 皇孫誕生を祝い、仕掛「石橋獅子の舞」[47]。
- 昭和4年（1929年）7月20日 - 大花火開催、仕掛「復興の大東京」。全国花火業者800軒[47]。
- 昭和5年（1930年）7月19日 - 川開き大花火開催、仕掛「日本海海戦」[47]。
- 昭和6年（1931年）7月18日 - 川開き花火開催、仕掛「御帰朝記念大祝賀会夜景」[47]。
- 昭和7年（1932年）7月 - 両国橋の震災後の竣工と250年目の川開きで、500発8,000円の花火が揚り、群集100万を超えた[48]。
- 昭和8年（1933年）7月21日 - 川開き大花火開催、仕掛「日満親善大祝賀会」。一般桟敷1円、乗合船大人50銭・小人30銭[47]。
- 昭和9年（1934年）7月21日 - 大花火開催、皇太子誕生、仕掛「御国の栄」、打上500本、仕掛26組[47]。
- 昭和10年（1935年）月日不詳 - 大花火開催、仕掛「日本大海戦30周年記念」[47]。
- 昭和11年（1936年）7月18日 - 川開き花火開催、仕掛「国際オリンピック大会」。人出100万人[47]。
- 昭和12年（1937年）7月17日 - 川開き花火開催、仕掛「広重 両国の夕涼」。人出50万人[47]。
- 昭和15年（1940年）5月 - 川開き計画も独露緊迫で断念、昭和22年まで花火無し[47]。
- 昭和23年（1948年）
  - 8月1日 - 川開き大花火11年ぶり復活、第一回読売新聞社後援で開催、観客70万人、警官3000人[47]。
  - 9月18日 - 第一回全国花火コンクール開催、浜町河岸両国橋下流[47]。
- 昭和24年（1949年）7月23日 - 川開き花火開催、第2回全国花火コンクール合同開催[47]。
- 昭和25年（1950年）7月22日 - 両国川開き大花火開催、第3回全国花火コンクール合同開催。打上場所2カ所[47]。
- 昭和26年（1951年）7月21日 - 両国川開き大花火開催、第4回全校花火コンクール開催[47]。
- 昭和29年（1954年）7月24日 - 川開き大花火開催、仕掛「日光陽明門」、第7回全国花火コンクール同日開催[47]。
- 昭和30年（1955年）7月30日 - 大花火開催、仕掛「安芸の宮島」、第8回全国花火コンクール開催[47]。
- 昭和33年（1958年）7月26日 - 川開き大花火開催、総理大臣杯を授与[47]。
- 昭和34年（1959年）月日不詳 - 最後の全国花火コンクール開催、仕掛「御結婚記念連獅子」。5寸玉禁止[47]。
- 昭和36年（1961年）7月22日 - 蔵前橋と両国橋間で開催、仕掛「日本の名城シリーズ」。2400発、人出23万6000人[47]。
- 昭和37年（1962年）交通事情悪化により川開き大花火禁止[47]。
- 昭和53年（1978年）7月29日 - 隅田川花火大会と名称変え復活、打上1万5000発。財源は公共予算（東京都、墨田区、台東区、中央区、江東区）、住民代表の実行委員会[47]。
- 昭和57年（1983年）7月30日 - 両国川開き250周年記念隅田川花火大会実施[47]。
- 平成元年（1989年）7月29日 - 第一会場は桜橋下流〜言問橋上流で9,350発、第二会場は駒形橋下流〜厩橋上流で10,650発、合計20,000発、審査委員長は奥田元栄、審査員は秋山庄太郎、田中好子、酒井法子、時津風勝雄があたった[49]。花火コンクール参加業者は（株）イケブン、土浦火工（株）、斉木煙火本店、（有）小幡煙火店、信州煙火工業（株）、細谷火工（株）、新潟煙火工業、今野煙火製作所、丸玉屋小勝煙火店、紅屋青木煙火店の10社である[49]。賞金は優勝100万円、2位50万円、3位30万円が出た[49]。
- 平成19年（2007年）7月28日 - 30周年を記念して、22,000発が打ち上げられた[注 1]。
- 平成21年（2009年）7月25日 - 21,500発が打ち上げられた。東京都が2016年の開催を目指して招致している2016年東京オリンピック構想（夏季オリンピック）にちなみ、五輪やメダルの色をイメージした花火も打ち上げられた。見物客数は前年より4万人多い948,000人（主催者発表）[50]。
- 平成29年（2017年）7月29日 - 40周年を記念して、22,000発が打ち上げられた。
- 令和5年（2023年）7月29日 - 第一会場打上開始19時、第二会場打上開始19時30分、終了20時30分、約20,000発（第一会場約9,350発、第二会場約10,650発）。
- 令和7年(2025年)7月26日-第一会場打上開始19時、第二会場打上開始19時30分、終了20時30分、約20,000発(第一会場約9507発、第二会場10,650発)

## 会場アクセス
第一会場 最寄り駅
- 東武伊勢崎線（東武スカイツリーライン）・東京メトロ銀座線・都営地下鉄浅草線 - 浅草駅より徒歩約10分
- 東武伊勢崎線（東武スカイツリーライン）・京成押上線・東京メトロ半蔵門線・都営地下鉄浅草線 - 押上駅より徒歩約10分
- 東武伊勢崎線（東武スカイツリーライン）・東武亀戸線 - 曳舟駅より徒歩約10分

第二会場 最寄り駅
- 東武伊勢崎線（東武スカイツリーライン）・東京メトロ銀座線・都営地下鉄浅草線 - 浅草駅より徒歩約8分
- 都営地下鉄浅草線・都営地下鉄大江戸線 - 蔵前駅より徒歩約9分
- 東日本旅客鉄道（JR東日本）総武線（各駅停車）、都営地下鉄大江戸線 - 両国駅より徒歩約12分
- 東日本旅客鉄道（JR東日本）総武線（各駅停車）・都営地下鉄浅草線 - 浅草橋駅より徒歩約12分

交通規制
- 当日は会場周辺に大規模な交通規制が敷かれる。首都高速6号向島線は夕方から21時ごろまで会場付近の区間（両国JCT - 堤通入口・堀切JCT間）が全面通行止めになり、周辺道路も許可車以外通行止め等の措置が取られる[51]。
- 東京メトロ銀座線、東武伊勢崎線（東武スカイツリーライン）などは臨時列車が運行され、都営地下鉄浅草線は臨時増発のほか、京成押上線方面のエアポート快特は東日本橋駅で京成押上線内の種別に変更する（東日本橋駅 - 押上駅間は各駅停車、浅草橋駅・蔵前駅・本所吾妻橋駅にも停車）。
- 歩行者が会場周辺の隅田川の橋を渡る際は、混雑防止の観点から橋上は立ち止まり禁止かつ一方通行の措置がとられる。
- 2002年頃には、大会当日の夜間（21時頃）の常磐線中距離列車（中電・普通列車）が、当時は通過していた三河島駅や南千住駅に臨時停車したこともあった。

## モラル
近年、観覧モラルの低下が著しく、観覧会場及びその周辺道路には場所取りと称して粘着テープを貼り付ける行為が多く見受けられる。この行為は、交通規制前の大通り（水戸街道・清澄通りなど）でも堂々と行われており、許可なき道路の占有や汚損を禁じた道路交通法に違反する行為であると同時に、交通事故の原因となる危険な行為である。

## エピソード
- 「大昔の川開きの時は、船で川が停まってしまいますー。今のように厳しくないんですから、船と船で、船動きがならないんですから、川水が堰かれて上手は水嵩が二尺通り増したといいますから、怖ろしいものでございます[52]。」
- 1989年7月29日、テレビ東京は「花火が主役」をテーマに、ヘリコプターによる空撮、高感度カメラや無人カメラによる映像を家庭に届けた[49]。

## 後援・協賛・協力
- 読売新聞東京本社
- （株）テレビ東京
- 三井不動産（株）
- アサヒグループホールディングス（株）
- （株）バンダイ
- 東京スカイツリー
- ビオレ冷シート
- 3D雨雲ウォッチ
- 浅草ビューホテル
- NTT東日本
- エース（株）
- 三井金属商事（株）
- 映画『こんにちは、母さん』
- （株）NTTドコモ
- 楽天モバイル（株）
- 浅草花やしき
- テレビアニメ「ポケットモンスター」
- 湘南メディカル記念病院
- ライオン（株）
- 東京湾遊漁船業協同組合
- 中央・隅田漁業協同組合
- 台東区しんきん協議会
- 墨田区しんきん協議会
- 荻蔵コンサルティング（株）
- （株）ジェイコム東京すみだ・台東局
- 東京地下鉄（株）
- 浅草EKIMISE
- （一社）東京環境保全協会
- KEBOZ
- （株）丸玉屋小勝煙火店
- （株）ホソヤエンタープライズ
- TACT
- シンテイ警備（株）
- 首都高速道路（株）
- 市民協賛の皆様

## 両国花火資料館
隅田川花火大会と前身の両国川開きを中心とする花火大会に関する資料や、花火の模型などが展示されている。一般社団法人墨田区観光協会による運営。詳細は両国花火資料館を参照。
所在地・アクセス・開館時間
- 所在地 - 東京都墨田区両国2-10-8 住友不動産両国ビル1階
- 開館時間 - 12時 - 16時
- 開館日
  - 5、6、9、10月 - 木、金、土、日曜日
  - 7、8月 - 毎日
  - 1、2、3、4、11、12月 - 木、金、土曜日
- 交通アクセス
  - JR総武線 両国駅より徒歩5分
  - 都営地下鉄大江戸線 両国駅より徒歩10分
  - 入場料 - 無料

## テレビ放送
1978年の第1回より毎年テレビ東京が独占中継している。1983年は両国川開き250周年を記念してテレビ大阪にも同時ネットされ、この年はゲストとして内海桂子・好江をはじめ原田知世は自身の映画初主演となる『時をかける少女』の宣伝も兼ねて出演した。遅くとも「土曜スペシャル」の放送開始以降はローカル枠で、原則関東ローカルでの放送（TXN系列各局は別編成）であることも珍しくないが、2012年以降はテレビ愛知へもネットされることがあるまた、稀に東海・近畿地区の独立局（岐阜放送・びわ湖放送・奈良テレビ・テレビ和歌山）へもネットされることがある。ハイビジョン制作。2022年制作分からは同年にサービスを開始したTVerのリアルタイム配信を行っているため、番組が放映されていない地域でも視聴することが出来る。
テレビ東京は大会の再開へ積極的に協力した経緯から、現在に至るまでテレビ東京の独占中継が認められている。放送開始当初にはNHK首都圏放送センターが「都の半公共的行事を一放送局が独占するのはおかしい」と実行委員会に抗議を申し入れたという。
メイン司会は第1回は宮田輝。その後、関口宏、みのもんた、梅宮辰夫などが担当。1990年代後半は小倉智昭が担当し、2005年より俳優の高橋英樹とテレビ東京の女性アナウンサーが担当している。ほか、会場各所にゲストが出演、さらにリポーターとして審査会場、ヘリ等に3名ほど配置している。また、テレビ東京の人気番組とのタイアップも兼ねている。会場周辺に本社があるアサヒビールがメインスポンサーとなっており、「アサヒ スマドリスペシャル」として放送される。

### 近年の放送
（肩書は放送当時。氏名横に○印が付いている者はテレビ東京アナウンサー）
2006年
- 司会：高橋英樹、大江麻理子○
- 出演者：北村総一朗、高畑淳子、眞鍋かをり、高橋ジョージ・三船美佳夫妻[注 5]、兵藤ゆき、『昭和の爆笑王ドラマスペシャル 林家三平ものがたり』のメインキャスト陣（山口達也、木の実ナナ、菊川怜、林家いっ平）、チェン・ミン、アンジャッシュ、尾形沙耶香（2006年アサヒビールキャンペーンガール）、森本智子○、大橋未歩○、大竹佐知○

2007年
- 司会：高橋英樹、大江麻理子○
- 出演者：石坂浩二、うつみ宮土理、鈴木杏樹、東貴博、片瀬那奈、飯星景子、安田美沙子、山本梓、大沢あかね、六平直政、篠原真衣（2007年アサヒビールキャンペーンガール）、前田真理子○、大橋未歩○、松丸友紀○、繁田美貴○

2008年
- この年は「テレビ東京開局45周年記念番組」として放送。
- 司会：高橋英樹、大江麻理子○
- 出演者：小池百合子、津川雅彦、水野真紀、石原良純、IKKO、真野響子、山田まりや・草野徹夫妻、野々村真一家、原口あきまさ、吉村美樹（2008年アサヒビールキャンペーンガール）、前田真理子○、松丸友紀○、相内優香○

2009年
- 司会：高橋英樹、大江麻理子○
- 出演者：五月みどり、梅沢富美男、榊原郁恵、林家三平、藤本美貴、城戸真亜子、杉浦太陽、小林優美（2009年アサヒビールキャンペーンガール）、前田真理子○、狩野恵里○

2010年
- 司会：高橋英樹、大江麻理子○
- 出演者：梅宮辰夫、萬田久子、優木まおみ、中尾明慶、ヨネスケ、大倉正之助（太鼓奏者）、暮沼まみ（2010年アサヒビールキャンペーンガール）、狩野恵里○、白石小百合○
- 奈良テレビが同時ネットで放送した。

2011年
- 司会：高橋英樹、繁田美貴○
- 出演者：田山涼成、萬田久子、高田延彦、森泉、林家三平、マギー審司、春輝（2011年アサヒビールキャンペーンガール）、狩野恵里○、紺野あさ美○、植田萌子○
- この年は東日本大震災の被災地・宮城県東松島市との中継が行なわれた[注 6]。
- 奈良テレビとびわ湖放送が同時ネットで放送した。

2012年
- 司会：高橋英樹、繁田美貴○
- 出演者：貴乃花親方、浅野ゆう子、東貴博、吉木りさ、JOY（第二会場のリポート担当）、坂井裕美（2012年アサヒビールキャンペーンガール）、相内優香○、白石小百合○
- 2年連続で同時ネットしていた奈良テレビを含めて今回は独立局での同時ネットは行わない一方、系列局のテレビ愛知が開局当初（1980年代）以来となる同時ネットを行った。

2013年
- 司会：高橋英樹、繁田美貴○
- 出演者：樹木希林、中村獅童、田丸麻紀、潮田玲子、高橋真麻（浅草中継ポイント）、舞の海秀平（第二会場）、堀口ひかる（2013年アサヒビールキャンペーンガール）、白石小百合○、鷲見玲奈○
- この年は同時ネット局はなく、関東ローカルのみの放送となり、テレビ東京では珍しくリアルタイム字幕放送が実施された。また、前述の通り大会は中止となり、その後は、中止になるまでに打ち上がった花火の様子をVTRで放送したあと、前年のダイジェストなどを放送した[注 7][55]。
- この年から、高橋英樹の愛娘・真麻（元フジテレビアナウンサー）が中継に参加、父娘共演が実現した。また大会中止後、VTRの合間に樹木希林が自作の俳句を披露した。
- 史上初めて、BSジャパン（現：BSテレ東）で8月8日（18時 - 20時）に再放送された[55]。

2014年
- 司会：高橋英樹、繁田美貴○
- 出演者：泉谷しげる、原田美枝子、中村獅童、尾木直樹、平愛梨、太川陽介・蛭子能収・岡愛恵（2014年アサヒビールキャンペーンガール）（屋形船ゲスト）、高橋真麻（ザ・ゲートホテル雷門）、狩野恵里○（観覧席中継）、白石小百合○（審査会場）、紺野あさ美○（ヘリコプター中継）

2015年
- 司会：高橋英樹、繁田美貴○
- 出演者：尾上松也、かたせ梨乃、林修、おのののか、・西田有沙（2015年アサヒビールキャンペーンガール）、篠原信一（屋形船ゲスト）、高橋真麻（荒川区隅田川）、相内優香○（観覧席中継）、厚切りジェイソン、紺野あさ美○（審査会場）、白石小百合○（ヘリコプター中継）

2016年
- 司会：高橋英樹、繁田美貴○
- 出演者：大地真央、ヒロミ、高畑裕太、平愛梨、東野佑美（2016年アサヒビールキャンペーンガール）・椿鬼奴・黒沢かずこ・バービー（第二会場）、高橋真麻・アニマル浜口・浜口京子・浜口初枝（浅草寺・アニマル浜口レスリング道場・浅草花やしき）、西野志海○・蛭子能収（観覧席中継）、山寺宏一・ウド鈴木（副音声）、紺野あさ美○（審査会場）、片渕茜○（ヘリコプター中継）
- 系列局のテレビ愛知と独立局のテレビ和歌山が同時ネットを行った。また、BSジャパンで8月17日に再放送を実施。

2017年
- 司会：高橋英樹、繁田美貴○
- 出演者：小池百合子（東京都知事）[56]・梅沢富美男・藤井隆・中川翔子・吉村真晴・畠山愛理（第一会場）、伊集院光（屋形船ゲスト）、片淵茜○（屋形船）、児嶋一哉（アンジャッシュ）・田口千晶（2017年アサヒビールキャンペーンガール）（移動中継リポート）、高橋真麻・ほいけんた・八幡カオル（隅田グラウンド中継）[57]、いとうせいこう・やついいちろう（副音声解説）[57]、竹﨑由佳○（審査会場）、角谷暁子○（ヘリコプター中継[注 8]）、小倉智昭（VTR出演）
- テレビ愛知が前年に続き同時ネットを行った。
- 放送を前に、7月27日から当日18時30分までの足掛け3日間限定で、前年（2016年）の名場面をインターネットで配信。また18時30分の放送開始後はYahoo!検索の検索結果画面で放送のプログラムを確認できた[58]。
- 当日の視聴率は第2部（19時 - 20時54分）で10.0%（ビデオリサーチ調べ、関東地区・世帯・リアルタイム）を記録[59]。

2018年
- 司会：高橋英樹、繁田美貴○
- 出演者：仲村トオル・榊原郁恵・片桐仁・生田絵梨花（乃木坂46）・秋元真夏（乃木坂46）・稲村亜美（第一会場）、石原良純（第二会場ゲスト）、片渕茜○（第二会場）、いとうせいこう・みうらじゅん（副音声解説）、団長安田・ホリ・朝香りほ（2018年アサヒビールキャンペーンガール）（東京スカイツリー中継[注 9]）、高橋真麻（グラウンド中継）、竹﨑由佳○（審査会場）、角谷暁子○（ヘリコプター中継）
- 大会中継当日に台風12号が本州を直撃し、関東地方を通過するとの予報が出たことにより、本中継番組そのものへの影響も心配された[60]が、29日に順延となったため[32]、28日・29日両日はテレビ東京で18時30分-20時54分に放送予定の番組を交換し、28日には29日に系列全局で放送予定だった『世界を救え!サムライバスターズ2〜最恐生物一斉討伐SP!〜』（テレビ東京制作）を関東ローカルで、1日繰り上げて放送した（他のTXN系列局では繰り上げがなく、結果的に遅れネットとなった）[61][注 10]。
- 当初、テレビ愛知でも同時ネットする予定となっていた[注 11]が、順延により取り止めた。そのため関東ローカルでの放送となった[注 12]。

2019年
- 司会：高橋英樹、角谷暁子○
- 出演者：武田鉄矢・高島礼子・ビビる大木・磯村勇斗・大原櫻子・福原遥[注 13]（第一会場）、東貴博・鈴木望（2019年アサヒビールキャンペーンガール）（第二会場ゲスト）、片渕茜○（第二会場）、いとうせいこう・BOSE（スチャダラパー）（副音声）、横澤夏子・池谷実悠○（市民観覧席）、庄司智春（品川庄司）・竹﨑由佳○（移動中継）、田中瞳○（審査会場）、森香澄○（ヘリコプター中継）
- 前年まで6年連続で出演した高橋真麻が今回は出演しないため、父娘共演が途絶える形となった。また、前年まで司会を務めた繁田が第一子妊娠[62]に伴いこの年は司会を離れ、前年ヘリコプター中継を担当した角谷が司会に昇格。
- テレビ愛知でも同時ネットで放送した。

2020年
- 司会：高橋英樹、角谷暁子○
- 出演者：高橋真麻・東貴博・足立梨花（テレビ東京本社スタジオ）、田中瞳○・鬼龍院翔（ゴールデンボンバー）・尾形貴弘（パンサー）（西武園ゆうえんち）、福田典子○・山下健二郎（三代目 J SOUL BROTHERS）・中岡創一（ロッチ）（調布市）、須黒清華○・チョコレートプラネット（長田庄平・松尾駿）（あきる野市）
- 新型コロナウイルス感染症（COVID-19）の影響で大会開催が中止になったが、開催日であった7月25日、『がんばろう日本 隅田川花火大会 特別編』と題して、過去の大会映像を使用した「特別編」を放送[63]。
- 今回は、西武園ゆうえんち（貸し切り）・調布市内・あきる野市内から代替打ち上げ花火生中継を行った。
- テレビ愛知、岐阜放送、奈良テレビでも同時ネットで放送した。

2021年
- 司会：高橋英樹、角谷暁子○
- 出演者：川井梨紗子・川井友香子（放送ブース）、マヂカルラブリー（野田クリスタル・村上）・冨田有紀○（リポーター）
- 前年同様、COVID-19の影響で大会開催が中止になったが、9月18日、『ありがとう&がんばろう日本2021 隅田川花火大会 特別編』と題して、特別編を18:30 - 19:54に放送。今回は西武園ゆうえんち敷地内から全編生放送され、代替打ち上げ花火も全発同所にて行われた[64]。
- テレビせとうち、岐阜放送、びわ湖放送、奈良テレビでも同時ネットで放送した。

2022年
- 司会：高橋英樹、角谷暁子○
- 東貴博・知念侑李・有岡大貴・朝日奈央（放送ブース）、冨田有紀○・中原みなみ○・藤井由依○（リポーター）
- 前年までと同様、COVID-19の影響で大会開催が中止になったが、8月6日、『隅田川花火大会 特別編2022』と題して、特別編を18:30 - 19:54に放送。

2023年
- 司会：高橋英樹、角谷暁子○
- 出演者：池田瑛紗（乃木坂46）・梅澤美波（乃木坂46）・中村隼人・三浦翔平・観月ありさ、東貴博・田中瞳○（屋形船）、春日俊彰（オードリー）（市民観覧席）、高橋真麻（街中リポート）
- テレビ大阪[注 14]、岐阜放送、びわ湖放送、奈良テレビでも同時ネットで放送した。8月5日からテレビ東京のYouTubeチャンネルやTVer、U-NEXTなどで見逃し配信を行う[65]。
- 7月31日に本番組の視聴率がビデオリサーチから発表され、世帯平均視聴率が11.2%、個人視聴率が7.1%（関東地区）をそれぞれ記録し、同時間帯の番組の中で1位を獲得したことが明らかとなった[66]。
- テレビ東京公式YouTubeチャンネル・TVer Special Liveでは、別番組『独占生中継2023 隅田川花火大会 SIDE B』の配信も行った。司会は佐久間宣行・酒井健太（アルコ&ピース）[67][68]。

2024年
- 司会：高橋英樹、中原みなみ○
- 出演者：浅野温子・志田未来・白濱亜嵐（GENERATIONS）・柴田柚菜（乃木坂46）・林瑠奈（乃木坂46）、東貴博・藤井由依○（屋形船）、春日俊彰（オードリー）・松澤亜海○（街中リポート）、アンガールズ（田中卓志・山根良顕）・柏木由紀（市民観覧席リポート）、古旗笑佳〇（第二会場リポート）、中澤裕子・矢口真里・高橋愛（第二会場近くの一般視聴者宅屋上リポート）、神野裕〇（審査会場リポート）
- 岐阜放送、びわ湖放送、奈良テレビでも同時ネットで放送された。
- TVer Special Live・テレビ東京公式YouTubeチャンネルでは、別番組『伊集院光&佐久間宣行の『隅田川花火大会で勝手に裏生配信』』の配信も行った[注 15]。司会は伊集院光・佐久間宣行・池谷実悠○。

### 主なスタッフ
2025年時点
- 技術統括：西村光平
- 照明：小堀雄大（一時離脱→復帰）
- 美術：仙田拓也
- 宣伝：矢野由磨、大橋卓己
- 題字：青柳美扇
- 協力：隅田川花火大会実行委員会（一時離脱→復帰）ほか
- 技術協力：テクノマックス、千代田ビデオ、日経ビデオバンク、コスモ・スペース→IMAGICAコスモスペース、ACT、サンフォニックス、ヌーベルバーグ、サークル、バンセイ、KDDI（千代田ビデ・KDD→一時離脱→復帰）
- 美術・照明協力：テレビ東京アート
- 制作協力：PROTX、begln、エレファント社（PRO→一時離脱→復帰）
- AP：小島千明、宮中彩花、佐藤由紀乃（宮中→以前は制作進行→一時離脱）
- 制作進行：三浦寛太、畦元海帆、小柿将喜、古橋慧士、手島功貴、木田凛（小柿・古橋→以前は演出補）
- 演出補︰城谷美里、石井聡子、光長裕紀、渡邉緩也、廣瀬大智、牧島俊介、森萌乃香、井上怜、福田己次郎、高瀬彩音、近藤七茶、小山柊平、福原陽菜、柄澤郁乃（廣瀬→以前は制作進行、渡邉→以前はAP→制作進行）
- 協力プロデューサー︰桑原宏次、小野裕之、大森柚希、吉原正浩、穂苅雄太、内山慶祐、小比類巻将範、溝田和史、桜田江利子（大森→以前は演出補、小比類巻→第39回では総合演出→中継ディレクター→一時離脱→ディレクター、溝田→以前は制作進行→一時離脱→ディレクター→再び一時離脱）
- ディレクター：田中晋也、安田太地、板川侑右、持山勇太、丸山恵、古川智、牧佑馬、南岡広紀、齋藤恵介、松本凌、瀬川翔、山本康平、千田洸陽、大森時生、加納武司、大宅優、皆呂充俊、赤木智彦、石井辰之介、片岡智里（田中→以前は総合演出、安田→一時離脱→復帰、南岡→第42回では中継ディレクター→一時離脱、千田→以前は制作進行→演出補、大森→以前は制作進行→一時離脱→復帰→演出補、加納→以前は制作進行→演出補、大宅〜赤木→以前は制作進行、丸山・赤木→一時離脱→復帰）
- 総合演出：村田充範（以前は第42回からディレクター→一時離脱）
- プロデューサー：水野亮太、杠政寛（水野→以前はAP、杠→以前は第40回から一時期総合演出→一時離脱）
- チーフプロデューサー：木村健作
- 製作著作：テレビ東京

#### 以前のスタッフ
- 技術統括：三浦宏一
- 音声統括：五十嵐公彦、永久保仁志
- 照明：古川雅士（一時離脱→復帰）
- 美術：本橋智子
- 宣伝：松坂忠光、小山佑介、荒井正和、石津早也果、山本真己
- 監修：尾関恩（以前は監修→構成）
- 構成：辻井宏仁（第41回）、カミヤチョウ（第40 - 42回）、加藤ゆうた（加藤→第42回）、佐々木貴博、オオガネクヨシタカ（オオガネク→第40 - 42回、第42回ではオオガネクと表記、一時離脱→復帰）、塩見昌矢
- 副音声演出：祖父江里奈（第40・41回）、渡邊麗（第42回、第41回では中継ディレクター）
- 制作進行：角田康治、久岡佳樹、加藤正悟、山田沙祈、岩田直樹、松丸暖、能登谷和旺、湊慧、牧島大介
- 演出補︰近藤篤、戸田太陽
- 技術協力：TAMCO、ラリードリーム、テレビアルファ、TACT（テレビア・TA→一時離脱→復帰）
- 制作協力：SPGホールマン、BMC、カメレオンフィルム（カメレオ→一時離脱→復帰）
- 中継ディレクター：工藤里紗、山田翔太、高橋弘樹、上出遼平（上出→第41回）、三宅優樹（三宅→第41・42回）、野口詠介
- AP：奈須亮三、渡邊陸（渡邊→以前は制作進行）
- ディレクター：鈴木拓也（鈴木→第42回 - 、第41回では中継ディレクター）、朝比奈諒（朝比奈→第41 - 42回まで中継ディレクター）、生原敬太、中込洋輔（中込→PROTX）、松澤啓、髙瀬美緒、岩崎容祐、宇賀神敬行、林毅（林→以前は制作進行→一時離脱）
- 総合演出：矢部宏光、岩下裕一郎（岩下→以前は総合演出→ディレクター）
- プロデューサー：神山祐人（第39・40回）、小高亮（第40 - 42回）
- チーフプロデューサー：加藤正敏→髙野学→澤井伸之（澤井→第39 - 42回、以前はプロデューサー）→小平英希（小平→以前は中継ディレクター→一時離脱→プロデューサー）
- 制作統括：内田久善（以前はチーフプロデューサー）